# Фракция «Яблоко» в Государственной думе II созыва
Фракция «Яблоко» в Государственной думе второго созыва — депутатское объединение общественного объединения «ЯБЛОКО» в Государственной думе II созыва (1996 — 2000), созданное 16 января 1996 года.
На выборы общественное объединение «ЯБЛОКО» пошла под лозунгом «демократической альтернативы власти Ельцину», и получила 4,8 млн голосов (6б89 %), что позволило получить 31 место. Ещё 14 кандидатов блока были избраны по мажоритарной системе в территориальных округах. По результатам выборов наибольшую поддержку «Яблоко» получило в Камчатской области (20.4 %), Санкт-Петербурге (16.0 %), Москве (14.9 %), Ростовской области (14.1 %), Ярославской области (11.7 %), Московской области (10.9 %), Мурманской области (10.6 %), Нижегородской области (10.6 %) и Томской области (10.5%) .

## Выборы
| Результаты выборов общественного объединения «ЯБЛОКО» | Результаты выборов общественного объединения «ЯБЛОКО» | Результаты выборов общественного объединения «ЯБЛОКО» | Результаты выборов общественного объединения «ЯБЛОКО» | Результаты выборов общественного объединения «ЯБЛОКО» |
| Кандидат                                              | Округ                                                 | Голосов                                               | %                                                     | Примечание                                            |
| ----------------------------------------------------- | ----------------------------------------------------- | ----------------------------------------------------- | ----------------------------------------------------- | ----------------------------------------------------- |
| Единый федеральный округ                              | ЕФО                                                   | 4 767 384                                             | 6.89                                                  | Избран 31 депутат                                     |
| Беклемищева, Ольга Алексеевна                         | 120 (НО)                                              | ???                                                   | ???                                                   |                                                       |
| Борщёв, Валерий Васильевич                            | 198 (Мск)                                             | ???                                                   | ???                                                   |                                                       |
| Гвоздева, Светлана Николаевна                         | 161 (СО)                                              | ???                                                   | ???                                                   |                                                       |
| Голов, Анатолий Григорьевич                           | 210 (СПб)                                             | ???                                                   | ???                                                   |                                                       |
| Емельянов, Михаил Васильевич                          | 146 (РО)                                              | ???                                                   | ???                                                   |                                                       |
| Задорнов, Михаил Михайлович                           | 45 (КК)                                               | ???                                                   | ???                                                   | Вышел из блока 20 ноября 1997 года                    |
| Злотникова, Тамара Владимировна                       | 132 (ОО)                                              | ???                                                   | ???                                                   |                                                       |
| Мазур, Александр Алексеевич                           | 213 (СПб)                                             | ???                                                   | ???                                                   |                                                       |
| Мень, Михаил Александрович                            | 104 (МО)                                              | ???                                                   | ???                                                   |                                                       |
| Мизулина, Елена Борисовна                             | 189 (ЯО)                                              | ???                                                   | ???                                                   |                                                       |
| Нестеров, Юрий Михайлович                             | 207 (СПб)                                             | ???                                                   | ???                                                   |                                                       |
| Никифоров, Сергей Михайлович                          | 209 (СПб)                                             | ???                                                   | ???                                                   |                                                       |
| Попов, Сергей Алексеевич                              | 212 (СПб)                                             | ???                                                   | ???                                                   |                                                       |
| Собакин, Евгений Юрьевич                              | 110 (МО)                                              | ???                                                   | ???                                                   |                                                       |
| Шелищ, Пётр Борисович                                 | 211 (СПб)                                             | ???                                                   | ???                                                   |                                                       |

## Деятельность
Член блока, Владимир Лукин, выдвигался на пост Председателя ГД РФ, получил 56 голосов в первом туре (третье место), и 50 — в третьем туре (третье место). Во втором туре не участвовал.
В парламентской ассамблее Совета Европы от фракции было направлено три представителя: два в рамках Группы либералов, демократов и реформаторов (Лукин и Шишилов), а ещё один — в Социалистической группе (Аверчев). Своё четвёртое место фракция уступила Ковалёву и фракции ДВР.
По итогу соглашения о пропорциях от 12 марта 1996 года, фракция Яблоко получила должность заместителя председателя Думы (Юрьев М. З.), заместителя председателя межпарламентской группы РФ (Ярыгина Т. В.), председателя комитетов по природным ресурсам и природопользованию (Михайлов А. Ю.), по экологии (Злотникова Т. В.), по международным делам (Лукин В. П.) и по проблемам Севера (Мисник Б. Г.). Вплоть до выхода из состава фракции, от Яблока также председателем фракции по бюджету, налогам, банкам и финансам был Задорнов М. М. Также, в каждом комитете был как минимум один член фракции, и заместитель председателя.
На второй день работы Думы, фракция пыталась вынести вотум недоверия Правительству, но инициатива не увенчалась успехом. После этого было ещё несколько попыток вынести вотум недоверия Правительству из-за продолжающихся боевых действий в Чечне, но по итогу, инициатива собрала лишь 58 подписей из 90 необходимых для начала рассмотрения вотума по существу.
Выступила радикально против денонсации Беловежских соглашений, называя это леворадиальным популизмом и лицемерием, голосовали против всех решений, связанных с денонсацией, параллельно заявляя, что действующие сторонники денонсации были самыми ярыми сторонниками и пособниками заключения этих соглашений.
Последовательно выступали против бюджетов 1997, 1998 и 1999 годов, а также предлагали альтернативные бюджеты на рассмотрение ГД.
Выступила против импичмента Ельцина под предлогом проблем здоровья, и по итогу вместо него продавила Федеральный Закон «Об обеспечении непрерывного исполнения полномочий президента РФ в случае их досрочного прекращения», как компромисс и создания чёткого механизма отрешения Президента РФ от занимаемой должности по состоянию здоровья. По итогу, Федеральный Закон был отклонён Советом Федерации.
Всего, за период своей деятельности, фракция разработала около 150 законопроектов (из которых по итогу были приняты 32), среди которых находится: бюджетный кодекс РФ, законодательная база по инвестиционным законам и законам о местном самоуправлении, налоговый кодекс и избирательный кодекс, законы «Об индивидуальном учете пенсионных взносов», «О негосударственных пенсионных фондах», «Об обеспечении конституционных прав граждан РФ избирать и быть избранными в органы местного самоуправления», «О внесении дополнения в Федеральный закон «Об общих принципах организации местного самоуправления в РФ», «О внесении дополнений в Федеральный закон «Об основных гарантиях избирательных прав граждан РФ», «О внесении изменений и дополнений в Гражданский процессуальный кодекс РСФСР», законы «Об экологический безопасности», «О внесении изменений и дополнений в Закон РФ «Об охране окружающей природной среды», «Об охране атмосферного воздуха», «О питьевой воде», «О почвах», «О государственной политике в области экологического образования», «Об охране озера Байкал», «О безопасном обращении с пестицидами и агрохимикатами», «О статусе военнослужащих», «Об альтернативной гражданской службе». Также, фракция внесла несколько тысяч поправок к законопроектам, из которых около сотни — относятся к трудовому кодексу РФ. Автор поправок к закону «О воинской обязанности и военной службе», устанавливающий и регламентирующий отсрочку от воинской службы для учащихся высших и средних учебных заведений.

## Состав
1. Аверчев, Владимир Петрович;
2. Арбатов, Алексей Георгиевич;
3. Бабичев, Игорь Викторович;
4. Беклемищева, Ольга Алексеевна;
5. Борщев, Валерий Васильевич;
6. Гвоздева, Светлана Николаевна;
7. Гитин, Виктор Владимирович;
8. Глубоковский, Михаил Константинович;
9. Голов, Анатолий Григорьевич — член Совета фракции;
10. Грачев, Иван Дмитриевич;
11. Грущак, Сергей Владимирович;
12. Дмитриева, Оксана Генриховна (до 30 апреля 1998 года);
13. Дон, Сергей Эдуардович;
14. Дурягин, Иван Николаевич;
15. Емельянов, Михаил Васильевич;
16. Задорнов, Михаил Михайлович (до 20 ноября 1997 года);
17. Захаров, Алексей Константинович — член Совета фракции;
18. Злотникова, Тамара Владимировна;
19. Иваненко, Сергей Викторович — заместитель председателя фракции, член Совета фракции;
20. Игрунов, Вячеслав Владимирович;
21. Карапетян, Саак Альбертович;
22. Кузнецов, Александр Владимирович;
23. Лукашев, Игорь Львович;
24. Лукин, Владимир Петрович — член Совета фракции;
25. Мазур, Александр Алексеевич;
26. Мальков, Игорь Олегович;
27. Мельников, Алексей Юрьевич;
28. Мень, Михаил Александрович;
29. Мизулина, Елена Борисовна — член Совета фракции;
30. Мисник, Борис Григорьевич — член Совета фракции;
31. Митрохин, Сергей Сергеевич;
32. Михайлов, Алексей Юрьевич;
33. Моисеев, Борис Александрович;
34. Нестеров, Юрий Михайлович;
35. Никифоров, Сергей Михайлович;
36. Попов, Сергей Алексеевич;
37. Садчиков, Георгий Михайлович;
38. Собакин, Евгений Юрьевич;
39. Султанов, Ринат Ишбулдович;
40. Шейнис, Виктор Леонидович — член Совета фракции;
41. Шелищ, Петр Борисович;
42. Шишлов, Александр Владимирович;
43. Щекочихин, Юрий Петрович;
44. Юрьев, Михаил Зиновьевич;
45. Явлинский, Григорий Алексеевич — председатель фракции, член Совета фракции;
46. Ярыгина, Татьяна Владимировна — член Совета фракции;

- Горячев, Валерий Сергеевич — руководитель аппарата фракции;
- Диллендорф, Евгения Андреевна — пресс-секретарь фракции.

Общая численность: от 44 до 46 депутатов.